# Le Droit d'aimer (film, 1972)
Pour les articles homonymes, voir Le Droit d'aimer.
Pour plus de détails, voir Fiche technique et Distribution.
Le Droit d'aimer est un film français réalisé par Éric Le Hung et sorti en 1972.

## Synopsis
Il est prisonnier politique sur une île - elle fait tout pour lui rendre visite. Elle obtient enfin l'autorisation de le voir, et lui amène une couverture qu'elle a tissée avec ses robes. Quand elle repart, il se révolte et meurt sous les coups de ses geôliers.

## Fiche technique
- Réalisation : Éric Le Hung, assisté d'Ignazio Dolce
- Scénario : Jean-Claude Carrière, Éric Le Hung d'après une nouvelle de Françoise Xenakis
- Producteur : Raymond Danon
- Durée : 90 minutes
- Musique : Philippe Sarde
- Box Office France : 624 584 entrées

## Distribution
- Omar Sharif : Pierre
- Florinda Bolkan : Helena
- Betty Beckers
- Xavier Depraz
- Jacques Dhery : Le lieutenant
- Georges Douking : Prisonnier
- Didier Haudepin : Prisonnier
- Jean Hébey
- Bernard Lajarrige
- Guy Mairesse
- Pierre Michaël : Le commandant
- Giancarlo Pannese
- Gilles Segal : Marc